# Porcellium euboicum
Porcellium euboicum är en kräftdjursart som beskrevs av Helmut Schmalfuss1984. Porcellium euboicum ingår i släktet Porcellium och familjen Trachelipodidae. Inga underarter finns listade i Catalogue of Life.